# Trypeta amanda
Trypeta amanda är en tvåvingeart som beskrevs av Erich Martin Hering 1938. Trypeta amanda ingår i släktet Trypeta och familjen borrflugor.
Artens utbredningsområde är Myanmar. Inga underarter finns listade i Catalogue of Life.